# Ron cola (canción)
«Ron cola» es una canción grabada por el cantante y compositor puertorriqueño Rauw Alejandro para su álbum de estudio Saturno Fue escrita por Alejandro, mientras que la producción estuvo a cargo de el zorro, Súbelo neo y Rvssian, fue lanzada para descarga digital en Spotify y fue subida al canal principal de Rauw, en esta pista se ve a Rauw nostalgico recordando la cita que tuvo con su ex amante.
En la canción se habla de otras 2 canciones, «2/Catorce» de Rauw y «Yonaguni» de Bad Bunny

## Lanzamiento
Su audio fue usado para hacer trendings en Tiktok por una coreografía que salió triunfante en la misma plataforma y también se hizo viral por lo mismo, cuando salió el video oficial en su canal alcanzó en menos de un día el 1 millón de vistas, Rosalía en una entrevista en "Ekiusmiii" referencio a «Ron Cola» 
Con las siguientes palabras:

"Qué canción tan espectacular", "la sigues rompiendo Rauw" y "mi favorita del álbum"

 ahora cuenta con más de 20 millones de visualizaciones en su canal

## Desempeño comercial
«Ron Cola», se encuentra en el número 5 de la lista de Éxitos España de Spotify y en el número 13 en el TOP 50 España.

## Música y letra
El audio fue liberado a principios de noviembre del 2022, Líricamente «Ron Cola» es una canción gótica, urbana. Fue escrita por Rauw Alejandro y producida por El Zorro y Súbelo neo y Rvssian la música dura 3 minutos con 8 segundos, representa un día gris, nublado y melancólico, donde Rauw está recordando una cita con su antigua amante la letra describe la nostalgia del artista por su antigua amante, destacando su obsesión y deseo de reavivar la relación. El estribillo dice que el artista no está seguro de si su antigua amante piensa en él tanto como él piensa en ella, recordando cómo solían intimar. La letra incluye, "nosé/ si tu/ piensas en mi como lo hago yo/ en ti/ recordando cómo yo te comía toda/ nosé que haces a estas horas/ sola moviendo la cola/ bebiendo ron cola"

## Video musical
El vídeo musical fue dirigido por El Zorro y Martin Seipel, en París el cual fue lanzado el 27 de diciembre de 2022, en este se muestra a Alejandro elegante viajando en una limusina por las calles de París en un día gris, nublada y melancólico, recordando una cita que había tenido con una chica la noche anterior, aparecen bailando los 2 al ritmo de la canción en varias escenas, la bailarina con sus paso hace una referencia al fragmento viral de Tik Tok, imitando el baile.

## Posicionamiento en listas
| País                   | Mejor posición |
| España (Top 50 España) | 13             |
| ---------------------- | -------------- |